# Hullera Vasco-Leonesa
La Sociedad Anónima Hullera Vasco-Leonesa, también conocida por sus siglas HVL, fue una empresa española fundada en 1893 que tuvo como actividad principal la extracción y comercialización de carbón de hulla en el norte del país. Su área de actuación estaba concentrada en la cuenca leonesa, aunque tuvo explotaciones en la palentina. En su última etapa de actividad, HVL tuvo una producción media de 1.200.000 t de carbón. Su sede comercial estuvo situada en el Paseo de la Castellana de Madrid.

## Historia
La sociedad fue fundada en Bilbao el 19 de octubre de 1893 por un grupo de empresarios vascos con un capital de 1.375.000 pesetas, y su primer presidente fue José de Amézola y Viriga, máximo accionista de la misma. Su objetivo principal era la explotación de las cuencas carboníferas de León y Asturias, concentrando su actividad inicial en la cuenca Ciñera-Matallana, en la Montaña Central leonesa. Su primer gran contrato lo firma en 1896 con la Compañía de los Caminos de Hierro del Norte de España, para suministrar combustible mineral a la empresa ferroviaria.
La necesidad del carbón de las cuencas leonesa y palentina en la siderurgia vizcaína propició la construcción del Ferrocarril de La Robla, inaugurado en 1894, y que propició el despegue de la compañía, que alcanzó las 100.000 t de producción en 1912. En 1909, la sociedad adquiere Hulleras de Ciñera, que disponía de explotaciones en Santa Lucía y La Vid de Gordón.
En 1942, la empresa fue adquirida por el empresario leonés Emilio del Valle Egocheaga. A partir de entonces, experimentó un crecimiento sustancial; en 1951 construye en La Robla una planta para fabricar aglomerados, que suministra a RENFE 250.000 t al año para la alimentación de sus locomotoras. Entre los años 1960 y 1970, la empresa alcanza su límite de producción, llegando a las 870.000 t. En 1966 HVL se vio involucrada en una de sus operaciones más controvertidas, cuando adquirió en la cuenca de Barruelo de Santullán (Palencia), la empresa Hullas de Barruelo, que se encontraba bajo control estatal, presentando un ambicioso proyecto de reestructuración. Pero en 1967, y alegando que el Estado no había cumplido con las ayudas pactadas, la empresa declaró la crisis total de las instalaciones y solicitó a la Delegación de Trabajo el cierre de las mismas y el despido de todos sus empleados. Así, entre 1969 y 1972, la cuenca hullera del Rubagón, cesó en su actividad tras 100 años de historia. También en 1966, la compañía se hace con el 50% de Hullas de Sabero, aunque con el tiempo se convierte en accionista mayoritaria.
La construcción, en 1971, de la central térmica de La Robla supuso un punto de inflexión para HVL, convirtiéndose en su principal cliente, lo que obligó a renovar las instalaciones, construyéndose en la localidad un nuevo lavadero de carbón que asumió toda la producción de la compañía. La entrada de España en la Comunidad Económica Europea y su política de cierre de instalaciones deficitarias supuso un duro golpe para todo el sector en general, y HVL cesó su actividad en Matallana de Torío y posteriormente también en Hullas de Sabero.
La empresa comenzó el siglo XXI basándose en su proyecto "Nueva Mina", una moderna explotación de 12,7 km² con una inversión de 270 millones de euros y con unas reservas de carbón calculadas hasta el año 2025.
El 28 de octubre de 2013, la compañía sufrió uno de los accidentes más graves de su historia moderna, al producirse un escape de gas grisú en el Pozo Emilio del Valle de Santa Lucía de Gordón, en León, que provocó la muerte de seis mineros, y heridas graves a otros cinco.
El 1 de enero de 2019 finalizó su actividad extractiva de carbón tras más de un siglo de trabajo, como consecuencia de las políticas encaminadas a reducir la dependencia del carbón como fuente de energía.

## Fundación HVL
En 1995, la compañía creó la Fundación Hullera Vasco-Leonesa, un proyecto cultural destinado a la gestión del patrimonio documental de la empresa, la promoción de la cultura y el patrimonio de León y su provincia, la publicación de libros y la gestión de la Escuela de Formación Profesional que posee en La Robla.